# Józef Kamiński (generał WP)
Józef Kamiński (ur. 3 marca 1919 w Brzeżanach, zm. 17 września 2015) – generał broni Wojska Polskiego, dowódca 2 Korpusu Zmechanizowanego (1954–1957), dowódca Pomorskiego Okręgu Wojskowego (1964–1971), dowódca Śląskiego Okręgu Wojskowego (1971–1975), zastępca szefa Sztabu Zjednoczonych Sił Zbrojnych Państw Stron Układu Warszawskiego (1975–1978), członek Centralnej Komisji Rewizyjnej PZPR (1971–1975), komendant Akademii Sztabu Generalnego WP (1978–1985), prezes Zarządu Głównego ZBoWiD (1983–1990), prezes Zarządu Głównego ZKRPiBWP (1990–1999).

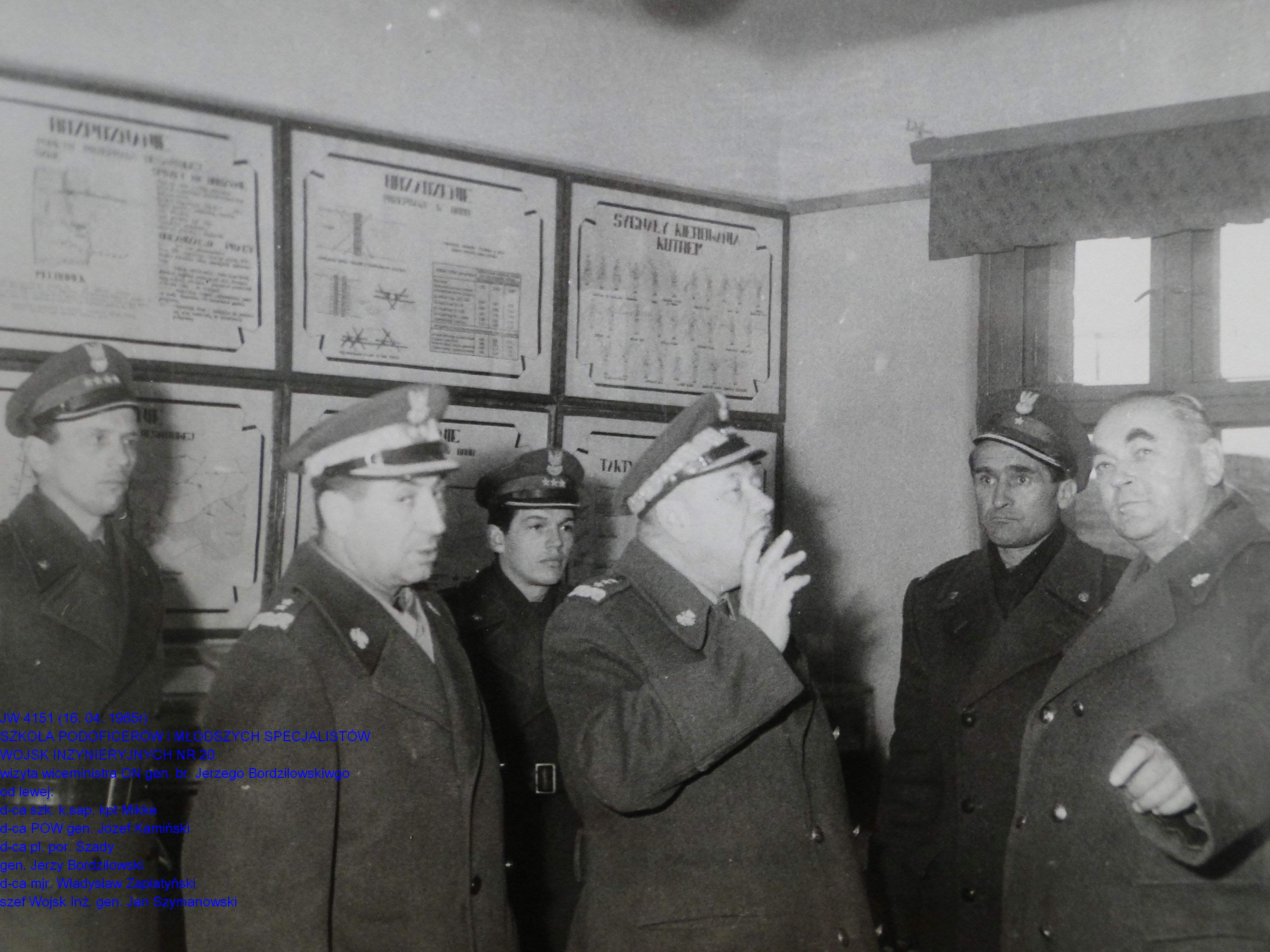
Gen. Józef Kamiński drugi z lewej w towarzystwie generałów Jerzego Bordziłowskiego i Jana Szymanowskiego, Szczecin 16 kwietnia 1965

## Życiorys
Urodzony w rodzinie robotniczej Antoniego i Tekli ze Szpakowskich. W 1937 ukończył Państwowe Gimnazjum im. Marszałka Edwarda Śmigłego-Rydza w Brzeżanach i rozpoczął studia medyczne w Centrum Wyszkolenia Sanitarnego w Warszawie, które przerwał wybuch wojny w 1939. Od października 1940 służył w Armii Czerwonej, skierowany do jednostki stacjonującej na Dalekim Wschodzie, w 1941 skończył Szkołę Oficerów Rezerwy przy 32 Dywizji Piechoty w Razdolnoje na Dalekim Wschodzie. Po wybuchu wojny niemiecko-sowieckiej przerzucony we wrześniu 1941 na front pod Moskwę, walczył w obronie Moskwy pod Borodino. Od 15 maja 1943 w 1 Dywizji Piechoty. Dowódca plutonu w samodzielnym batalionie szkolnym 1 Dywizji Piechoty w Riazaniu, zajmował się szkoleniem żołnierzy. Wykładowca, instruktor i dowódca kompanii podchorążych w Centralnej Szkole Podchorążych, od 27 sierpnia 1943 w stopniu podporucznika. Po skierowaniu dywizji na front i rozwiązaniu batalionu szkolnego skierowany na szkolenie w Polskiej Szkole Oficerskiej w Riazaniu, którą skończył w lutym 1944 jako porucznik. Został dowódcą kompanii fizylierów i przeszedł szlak bojowy przez Smoleńsk, Kiwerce, Lublin, Puławy i Grochów. Od października 1944 wykładowca i potem kierownik wyszkolenia bojowego we Frontowej Szkole Oficerskiej 1 Armii WP (początkowo w Mińsku Mazowieckim, później w Złotowie i Gryficach). Szef sztabu batalionu i dowódca II batalionu szkolnego podchorążych w stopniu kapitana. II wojnę światową zakończył w stopniu majora. Wyznaczony na kierownika działu naukowego i szefa wyszkolenia w Oficerskiej Szkole Piechoty nr 2 w Gryficach.
Następnie walczył z UPA jako zastępca dowódcy, a następnie dowódca 34 pułku piechoty. Od 3 marca do 30 listopada 1947 na kursie dowódców pułku w Centrum Wyszkolenia Piechoty w Rembertowie, który ukończył z wyróżnieniem i nagrodą otrzymaną od ministra obrony narodowej marsz. Michała Żymierskiego. 22 lipca 1948 mianowany pułkownikiem, a w grudniu 1948 dowódcą 15 Dywizji Piechoty w Olsztynie. W 1951 w drodze wyróżnienia objął dowództwo 1 Warszawskiej Dywizji Piechoty w Legionowie. W 1954 z pierwszą lokatą ukończył Wyższy Kurs Akademicki Broni Pancernej w Akademii Sztabu Generalnego WP w Rembertowie. W latach 1952–1953 był dowódcą 20 Dywizji Zmechanizowanej w Szczecinku, a w latach 1954–1957 dowódcą 2 Korpusu Zmechanizowanego we Wrocławiu. Jednostki tego korpusu tłumiły robotnicze protesty w Poznaniu w czerwcu 1956 r. Sam generał był w tym czasie w sanatorium w Ciechocinku, ale w Polskę poszło, że to on „odrąbywał rękę”, bo to jego oddział pacyfikował miasto. Następnie był zastępcą dowódcy Pomorskiego Okręgu Wojskowego do spraw liniowych. W latach 1957–1959 studiował w Akademii Sztabu Generalnego Sił Zbrojnych ZSRR im. K. Woroszyłowa w Moskwie, które ukończył z wyróżnieniem i złotym medalem.
20 lipca 1954 awansowany na generała brygady, 10 października 1964 generała dywizji, a 11 października 1974 generała broni. Na VI Zjeździe PZPR (grudzień 1971) wybrany w skład Centralnej Komisji Rewizyjnej PZPR, w której składzie pozostawał do grudnia 1975 roku. Był delegatem na kolejne Zjazdy PZPR od V (1968) do X (1986).
Od listopada 1964 do maja 1971 był dowódcą Pomorskiego Okręgu Wojskowego, a następnie do listopada 1974 był dowódcą Śląskiego Okręgu Wojskowego. W ramach współdziałania z armiami państw Układu Warszawskiego organizował m.in. ćwiczenie „Sojuz-68”. W 1970 ukończył kurs strategiczny przy Wojskowej Akademii Sztabu Generalnego Sił Zbrojnych ZSRR im. Klimenta J. Woroszyłowa. Od listopada 1974 do kwietnia 1978 był zastępcą szefa Sztabu Zjednoczonych Sił Zbrojnych Układu Warszawskiego w Moskwie. Na tym stanowisku uczestniczył w planowaniu i organizowaniu ćwiczeń operacyjnych i strategicznych oraz brał udział w posiedzeniach Rady Wojskowej Państw-Stron Układu Warszawskiego. Po powrocie do kraju był  komendantem Akademii Sztabu Generalnego WP im. gen. broni Karola Świerczewskiego w Rembertowie (1978–1985). 
Równolegle w latach 1981–1985 piastował funkcję prezesa Wojskowego Klubu Sportowego Legia. W 1983 wybrany w skład Prezydium Krajowej Rady Towarzystwa Przyjaźni Polsko-Radzieckiej. W latach 1983–1990 był prezesem Zarządu Głównego ZBoWiD, a w latach 1990–1999 prezesem Zarządu Głównego Związku Kombatantów RP i byłych Więźniów Politycznych. W latach 1988–1990 członek Rady Ochrony Pamięci Walk i Męczeństwa. W lutym 1989 wszedł w skład działającej przy tej Radzie Komisji do spraw Upamiętnienia Ofiar Represji Okresu Stalinowskiego. W latach 1983–1991 był wiceprzewodniczącym Światowej Federacji Kombatantów FIR. 
Na początku 1986 oddelegowany z WP do pracy w ZBoWiD. W związku z zakończeniem zawodowej służby wojskowej pożegnany 7 listopada 1989 przez ministra obrony narodowej gen. armii Floriana Siwickiego, a następnie przeniesiony w stan spoczynku z dniem 2 lutego 1990.
W 1995 został oskarżony (m.in. wraz z gen. Wojciechem Jaruzelskim i gen. Tadeuszem Tuczapskim) o nakazanie użycia siły wobec protestujących robotników w Grudniu 1970. Generał Kamiński jako dowódca POW w tym okresie co prawda nie wydawał rozkazów, ale jego rola była istotna. W Szczecinie podlegająca mu 12 Dywizja Piechoty tłumiła protesty stoczniowców, a w Trójmieście czyniły to 7 Dywizja Piechoty, 8 Dywizja Desantowa i jeden pułk piechoty 16 Dywizji z Elbląga.

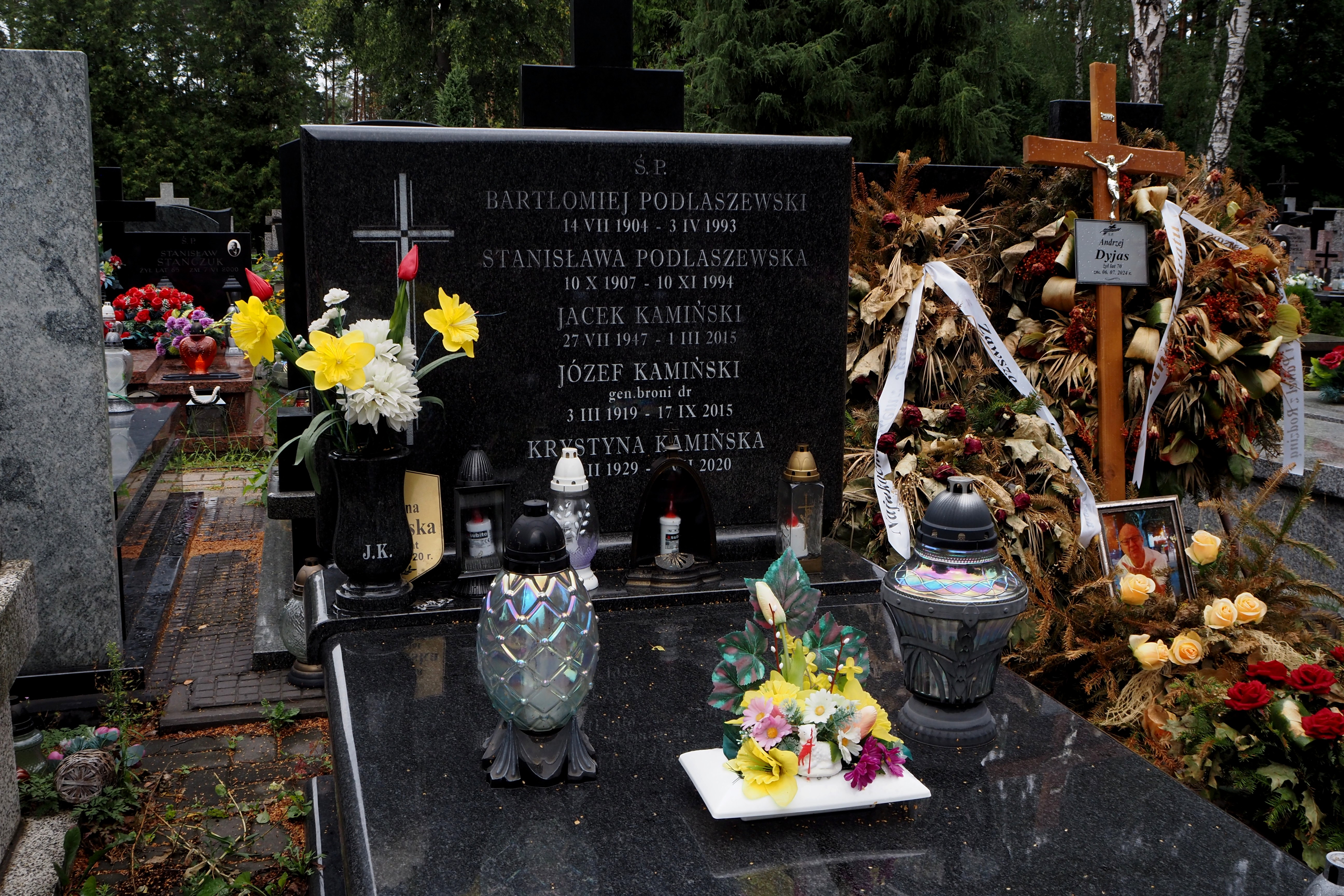
Grób gen. Józefa Kamińskiego na cmentarzu parafialnym w warszawskim Rembertowie

Jego zainteresowania to historia powszechna, historia Polski, historia wojen i polskiego czynu zbrojnego w II wojnie światowej. Niejednokrotnie wypowiadał się w sprawie przemilczania zbrodni ludobójstwa dokonanej na Polakach przez nacjonalistów ukraińskich i ludność ukraińską.
Zmarł 17 września 2015 roku w wieku 96 lat. Pochowany został 26 września na cmentarzu w Rembertowie.

## Awanse
W trakcie wieloletniej służby w ludowym Wojsku Polskim otrzymywał awanse na kolejne stopnie wojskowe:
- chorąży - 15 maja 1943
- podporucznik – 27 sierpnia 1943
- porucznik – luty 1944
- kapitan – 1945
- major – 1947
- podpułkownik – 1947
- pułkownik – 22 lipca 1948
- generał brygady – 22 lipca 1954
- generał dywizji – 10 października 1964
- generał broni – 1 października 1974

## Życie prywatne
Mieszkał w Rembertowie. Był żonaty z Krystyną z domu Podlaszewską (1929-2020). Małżeństwo miało syna i córkę.

## Ordery i odznaczenia ((lista niepełna)
- Krzyż Srebrny Orderu Wojennego Virtuti Militari (1946)[8][9]
- Krzyż Oficerski Orderu Odrodzenia Polski
- Order Sztandaru Pracy I klasy – dwukrotnie (1968, 1973)[10]
- Order Sztandaru Pracy II klasy
- Order Krzyża Grunwaldu III klasy
- Medal 10-lecia Polski Ludowej
- Medal 30-lecia Polski Ludowej
- Medal 40-lecia Polski Ludowej
- Medal za Warszawę 1939–1945
- Medal za Odrę, Nysę, Bałtyk
- Medal Zwycięstwa i Wolności 1945
- Złoty Medal „Siły Zbrojne w Służbie Ojczyzny”
- Srebrny Medal „Siły Zbrojne w Służbie Ojczyzny”
- Brązowy Medal „Siły Zbrojne w Służbie Ojczyzny”
- Medal „Za udział w walkach o Berlin” (1970)
- Złoty Medal „Za zasługi dla obronności kraju”
- Srebrny Medal „Za Zasługi dla Obronności Kraju”
- Brązowy Medal „Za Zasługi dla Obronności Kraju”
- Medal Komisji Edukacji Narodowej (1975)[11]
- Brązowa Odznaka „Za Zasługi w Ochronie Porządku Publicznego”
- Odznaka „Zasłużony Działacz Kultury Fizycznej”[12]
- Złote odznaczenie im. Janka Krasickiego (1971)[13]
- Odznaka 1000-lecia Państwa Polskiego
- Odznaka Grunwaldzka
- Odznaka Kościuszkowska
- Honorowa Odznaka 30-lecia PPR (1972)[14]
- Złoty Medal „Za zasługi dla Ligi Obrony Kraju”
- Medal „Za zasługi dla Pomorskiego Okręgu Wojskowego” (1970)[15]
- Odznaka „Zasłużony dla Śląskiego Okręgu Wojskowego”
- Złoty Medal Opiekuna Miejsc Pamięci Narodowej
- Krzyż „Za Zasługi dla Związku Kombatantów RP i Byłych Więźniów Politycznych”
- Odznaka „Za Zasługi dla ZBoWiD”
- Odznaka „Zasłużony Działacz SZMW”
- Odznaka honorowa „Za zasługi w rozwoju województwa koszalińskiego” (1969)[16]
- Medal im. Juliusza Słowackiego (1973)[17]
- Honorowy medal "Academia Medica Vratislaviensis" (1973)[18]
- Medal "Za długoletnią, ofiarną służbę" (nadany przez ministra obrony narodowej, 1989)
- Order Lenina (ZSRR, 1968)
- Order Przyjaźni Narodów (ZSRR, 1973)
- Medal „Za obronę Moskwy” (ZSRR)
- Medal „Za zdobycie Berlina” (ZSRR)
- Medal „Za umacnianie braterstwa broni” (ZSRR)
- Medal „Za zwycięstwo nad Niemcami w Wielkiej Wojnie Ojczyźnianej 1941–1945” (ZSRR)
- Medal jubileuszowy „Dwudziestolecia zwycięstwa w Wielkiej Wojnie Ojczyźnianej 1941–1945” (ZSRR)
- Odznaka „25-lecia Zwycięstwa w Wielkiej Wojnie Ojczyźnianej 1941-1945” (ZSRR, 1970)[19]
- Medal jubileuszowy „Trzydziestolecia zwycięstwa w Wielkiej Wojnie Ojczyźnianej 1941–1945” (ZSRR)
- Medal jubileuszowy „Czterdziestolecia zwycięstwa w Wielkiej Wojnie Ojczyźnianej 1941–1945” (ZSRR)
- Medal jubileuszowy „50-lecia zwycięstwa w Wielkiej Wojnie Ojczyźnianej 1941–1945” (Rosja)
- Medal jubileuszowy „60 lat Sił Zbrojnych ZSRR”
- Medal „Za umacnianie Przyjaźni Sił Zbrojnych” II stopnia (CSSR, 1970)
- Medal „40 lat Wyzwolenia Czechosłowacji przez Armię Radziecką” (CSSR)
- Medal 25-lecia Bułgarskiej Armii Ludowej (Bułgaria, 1969)[20]
- Medal „30-lecia Bułgarskiej Armii Ludowej” (Bułgaria, 1974)
- Medal pamiątkowy „Sprawiedliwy wśród Narodów Świata” (Izrael, Instytut Jad Waszem, 1988)
- Honorowy Medal Międzynarodowej Federacji Bojowników Ruchu Oporu (1986)[21]
- Wpis do „Honorowej Księgi Czynów Żołnierskich” (1980)